# Claire Weinstein
Claire Weinstein (* 1. März 2007 in White Plains, New York) ist eine Schwimmerin aus den Vereinigten Staaten. Sie gewann bei Olympischen Spielen eine Silbermedaille (2024). Bei Weltmeisterschaften erschwamm sie bis 2024 zwei Goldmedaillen (2024).

## Sportliche Karriere
Claire Weinstein wechselte 2021 von New York nach Las Vegas, um dort bei den Sandpipers of Nevada zu trainieren.
Bei den Weltmeisterschaften 2022 in Budapest schied Weinstein über 200 Meter Freistil als Zehnte aus. Mit der 4-mal-200-Meter-Freistilstaffel gewann Weinstein mit Leah Smith, Katie Ledecky und Bella Sims mit über zwei Sekunden Vorsprung vor den Australierinnen Gold. Drei Monate später nahm Weinstein an den Juniorenweltmeisterschaften im Freiwasser teil und gewann die Goldmedaille über 5 Kilometer und mit dem Mixed-Team. 2023 bei den Weltmeisterschaften in Fukuoka schied Weinstein über 200 Meter Freistil als Zwölfte des Halbfinales aus.
Ein Jahr später bei den Olympischen Spielen 2024 in Paris wurde Weinstein im Halbfinale über 200 Meter Freistil Drittschnellste. Im Finale konnte sie die Zeit aus dem Halbfinale nicht wiederholen und belegte den achten Platz. Drei Tage später legte die 4-mal-200-Meter-Freistilstaffel mit Anna Peplowski, Erin Gemmell, Simone Manuel und Alex Shackell die viertbeste Vorlaufzeit vor. Im Endlauf waren Claire Weinstein, Paige Madden, Katie Ledecky und Erin Gemmell fast zwölf Sekunden schneller und erkämpften die Silbermedaille hinter den Australierinnen und vor den Chinesinnen. Einen Monat nach den Olympischen Spielen trat Weinstein bei den Juniorenweltmeisterschaften im Freiwasser an und siegte über 7,5 Kilometer. Mit dem Mixed-Team wurde sie Zweite.
Bei den Kurzbahnweltmeisterschaften im Dezember 2024 gewann Weinstein mit neuem Weltrekord Gold mit der 4-mal-200-Meter-Freistilstaffel und Bronze über die Einzelstrecke und stellte dabei einen neuen Junioren-Weltrekord auf.